# Austrocarausius mercurius
Austrocarausius mercurius is een insect uit de orde Phasmatodea en de  familie Phasmatidae. De wetenschappelijke naam van deze soort is voor het eerst geldig gepubliceerd in 1877 door Stål.
1. ↑  (en) Austrocarausius mercurius op de IUCN Red List of Threatened Species.